# Krzysztof Ratajczyk
Krzysztof Ratajczyk (* 9. November 1973 in Posen) ist ein polnischer ehemaliger Fußballspieler.

## Karriere
Ratajczyk begann seine Karriere bei Warta Posen, seinen Stammklub. 1991 kam er zu seinem ersten Profiverein Legia Warschau. 1996 wechselte er dann zum SK Rapid Wien nach Österreich. Große Wellen schlug sein Wechsel zum Lokalrivalen FK Austria Wien im Januar 2002, da der Pole Kapitän und einer der Publikumslieblinge der Grün-Weißen war. Von 2005 bis 2007 spielte er für die SV Mattersburg, danach 2008 in der österreichischen Ersten Liga beim SC Schwanenstadt. Von 2008 von 2009 spielte Ratajczyk beim FAC Team für Wien in der österreichischen Regionalliga Ost. Im Januar 2009 wurde der Vertrag aufgelöst und der Pole wechselte zum unterklassigen FC Polska Wien. Von dort wechselte er 2011 ins Burgenland in die 1. Klasse Nord zum UFC Weiden am See (1. Spiel gegen den UFC Pamhagen am 26. März 2011), den er allerdings wieder in der Sommerpause verließ, um zum FC Polska Wien zurückzukehren. Bei diesem war er über einen längeren Zeitraum aktiv, ehe er sich Anfang des Jahres 2014 beim ebenfalls unterklassigen SC Berndorf in Berndorf in Niederösterreich anmeldete. Seit diesem Zeitpunkt ist er auch Trainer des unterklassig spielenden SC Berndorf, wobei er sich des Öfteren auch selbst als Spieler einsetzt und es bis dato (Stand: 2. Juni 2014) auf vier Ligaeinsätze brachte. Am 12. April 2014 setzte sich Ratajczyk erstmals selbst als Spieler bei einem offiziellen Ligaspiel (0:1-Auswärtssieg über den ASK Blumau) ein.
Ratajczyk ist 16-facher polnischer A-Nationalspieler und erzielte für sein Heimatland drei Tore.

## Erfolge

### FK Austria Wien
- 1× Österreichischer Meister: 2002/03
- 2× Österreichischer Pokalsieger: 2002/03, 2004/05
- 1× Österreichischer Supercupsieger: 2004

### Legia Warschau
- 2× Polnischer Meister: 1993/94, 1994/95
- 2× Polnischer Pokalsieger: 1993/94, 1994/95
- 1× Polnischer Supercupsieger: 1994